# Shoji Nishio
Shoji Nishio (西尾昭二, 5 décembre 1927 - 15 mars 2005), est un aikidoka japonais (8e dan, shihan) , né à Aomori, fondateur de l'Aiki Toho Iaido.
Shoji Nishio est un aikidoka renommé et atypique. Il étudie le judo à 14 ans au Senbadojo de Tokyo (6e dan Kodokan Judo) puis il intègre à 23 ans le Shizenryu karaté (5e dan) où il travaille avec Toyosaku Sodeyama qui le fait entrer à l'Aïkikaï Hombu Dojo en 1951. Il y devient l'un des élèves les plus doués de Morihei Ueshiba, le fondateur de l'aïkido (que Sodeyama qualifie de fantôme intouchable,)
Il devient instructeur à 28 ans et commence à enseigner en 1955. Il s'initie au iaido (7e dan Nihon Zendoku Iaido), au Jōdō et pratique également le Jo-jutsu de Shinto Muso-ryu et le Jo-jutsu de Hozoin-ryu.
Après 14 ans d'enseignement comme disciple privilégié du Maître Morihei Ueshiba, il fonde sa propre école d'Aiki Toho Iaido, et devient Maître de la Fédération Japonaise de Iaido tout en continuant à intégrer d'autres disciplines sans cloisonnement.
Nishio dispense également son enseignement à l'étranger où il est un émissaire très populaire en France, en Allemagne, en Suède et au Danemark, ainsi qu'aux États-Unis.
Marquée par une fluidité globale et la pratique des techniques des armes blanches (sabre, bokken et jo) chaque technique est exécutée dans la même approche avec ou sans elles.
En 2000, il termine son livre intitulé « Yurusu Budo » (Budo du pardon) et le publie 1 an avant sa mort en 2004 (il n'avait pas souhaité l'écrire avant, expliquant qu'un livre décrit un moment fixe alors que son Aïkido évolue tout le temps, mais il confiait que lorsqu'il le ferait, la fin serait proche).
En 2003, l'Organisation japonaise des Arts Martiaux lui décerne le Martial Art Award au Budokan Hall de Tokyo alors que depuis 2000 il a renoncé à tout déplacement hors du Japon.
Il est décédé d'un cancer, tout comme son maître 0-Sensei, le 15 mars 2005 à l'âge de 77 ans. Une cérémonie d'hommage s'est déroulée au Temple Zojoji de Tokyo, le 26 mars 2005 en son honneur.